# ديب مول
ديب مول (بالإنجليزية: Deeb Mall)‏ هو مركز تجارى بمدينة الاسكندرية و يوجد بحى رشدى عند تقاطع شارع سوريا مع طريق الحرية؛ يعتبر ديب مول من المراكز الترفيهية في الاسكندرية و به أكثر من صالة للافراح.